# 강경옥 (만화가)
강경옥(姜敬玉, 1965년 10월 16일 ~ )은 대한민국의 여성 만화가이다.

## 작품 활동
1985년 청소년 잡지 《여학생》에 《현재진행형(ING)》를 발표하며 데뷔하였으나 갑작스럽게 연재가 중단되었다. 본격적인 프로 작가로서의 활동은 1986년《이 카드입니까》를 대본소용 단행본으로 내놓으며 시작하였다.
1987년 대본소용 단행본으로 발표한 《별빛속에》는 대한민국 순정 만화 최초의 SF로 평가받고 있으며, 강경옥의 작품 중 가장 많이 재발행 (현재까지 총 5판 발행) 되었다. SF에 많은 관심을 보여 《별빛속에》 이후에도 1989년 순정 만화 잡지 《르네상스》에 《라비헴 폴리스》를 1993년 서울문화사의 순정 만화 잡지 《윙크》에 《노말시티》를 발표했다.
그러나 장편으로 기획되었던 판타지 《퍼플하트》는 1991년 잡지 《미르》에 연재하였으나 중단되었으며, 2001년에 시공사의 순정 만화 잡지 《케이크》에 다시 연재했다 잡지의 폐간으로 중단되고 말았다. 1999년《케이크》에 연재했던《두 사람이다》는 순정 만화로는 보기 드문 공포물로 2001 대한민국 출판만화대상 저작상을 수상했으며 동명의 영화로도 제작되었다. 《천애》는 옛날방송국을 통해, 《라비헴 폴리스》는 MBC 만화열전을 통해 각각 라디오 드라마로 제작·방송되었다.
현재 〈설희〉를 연재하고 있다.

## 출판 목록
| 작품명                  | 연재                                                                                        | 단행본 | 특징 |
| ----------------------- | ------------------------------------------------------------------------------------------- | --- | --- |
| 《현재진행형 ing》      | 《여학생》 1985년 ~                                                                         | 1판: 전7권 2판: 대화 전4권 3판: 2001년 시공사 전4권                                                       | |
| 《이 카드입니까》       |                                                                                             | 1986년 전5권 2001년 시공사 전3권                                                                          | |
| 《별빛속에》            |                                                                                             | 1판: 전21권 2판: 전19권 3판: 르네상스 1~4권 중단 4판: 1999년 서울문화사 전10권 5판: 2005년 애니북스 전8권 | 2000 p.가량 2판: 페이지 바뀌거나 대사 빠짐 3판: 출판사 정리로 1~6권(1200 p.) 원고 실종 4판: 대사 빠짐 |
| 《라비헴 폴리스》       | 《르네상스》 1989년 ~                                                                       | 1992년 서화 전4권 2000년 시공사 전3권                                                                     | 2025년 근미래 SF 서화판 4권 수록 단편: 〈레이블 호수〉 |
| 《레드땅》              |                                                                                             | 2002년 시공사 단편집                                                                                      | 시공사판 수록 단편: 〈레드땅〉, 〈끝나지 않는 열차〉, 〈할머니의 방〉, 〈파스텔 색조〉 |
| 《거울나라의 수수께끼》 | 《내 친구들》(천주교 잡지) 1991년 ~, 16 p. 연재                                             | 1994년 대화 전2권 2003년 시공사 전2권                                                                     | 대화판 수록 단편: 〈이상한 집〉 시공사판 2권 수록 단편: 〈지로의 할로윈 데이〉,〈커피 타임〉 |
| 《17세의 나레이션》     | 《하이센스》                                                                                | 1판: 2판: 2000년 시공사 전4권 3판: 2003년 시공사 애장판 전2권                                             | |
| 《퍼플 하트》           | 《미르》 1991년 ~ 폐간 재연재 《케이크》 2001년 15호 ~ 폐간                                 | 2001년 시공사 1 ~ 2권                                                                                     | 미완 |
| 《펜탈+샌달》           | 《나나》 1992년 ~                                                                           | 1999년 시공사 전3권                                                                                       | 시공사판 3권 수록 단편: 〈커피로 주세요〉, 〈이상한 집〉 |
| 《스타가 되고 싶어?》   | 《댕기》                                                                                    | 1판 2판: 2000년 시공사 전2권                                                                              | 1판 수록 단편: 〈이상하지 않은 나라〉, 시공사판 2권 수록 단편: 〈어느 날...〉, 〈나는 지구에서 살고있다〉, 〈타임머신〉 |
| 《노말 시티》           | 《윙크》                                                                                    | 1999년 서울문화사 전15권 2011년 학산문화사 전10권                                                         | 2900 p.가량 |
| 《레드땅》              | 《로망스》 1987년                                                                           | 2002년 시공사                                                                                             | 3부작. 마지막회분은 출판사 폐간으로 원고 분실하여 94년 30 p. 다시 그림. |
| 《울어도 좋습니까?》    |                                                                                             | 1997년 대원 단편집                                                                                        | 대원판 수록 단편: 〈주신제〉, 〈따스함의 온도는 몇도?〉, 〈앨리스의 티타임〉, 〈울어도 좋습니까?〉 |
| 《천애》                |                                                                                             | 1997년 단편집                                                                                             | |
| 《천사의 병》           |                                                                                             | 1998년 대원 단편집                                                                                        | 대원판 수록 작품: 〈레이블 호수〉, |
| 《두 사람이다》         | 《케이크》                                                                                  | 1판: 1999년 시공사 전4권 2판: 2007년 해든아침 소장판 전3권                                                | 2007년 같은 이름의 영화 《두 사람이다》 만들어짐 |
| 《버츄얼 그림동화》     | 엠파스만화 2004년 ~                                                                         | 2005년 다크북 1 ~ 2권                                                                                     | 2004년 독자만화대상 온라인만화부문 1위 |
| 《이미지 퍼즐》         |                                                                                             | 2005년 반디 단편집                                                                                        | 반디판 수록 단편: 〈일요일〉, 〈달밤의 여행〉, 〈Lady's Knight〉, 〈Prologue 어느날 갑자기〉, 〈인어이야기〉, 〈문〉, 〈달밤의 파티〉, 〈환상〉, 〈꿈〉, 〈눈물 젖은 편지〉, 〈무제〉, 〈이상의 왕자님〉, 〈달의 찻집〉, 〈선물〉, 〈이상하지 않은 나라〉, 〈그 어느 겨울의 운동장은...〉, 〈너의 눈을...〉, 〈Dreaming〉, 〈라일락 향기의 오후〉, 〈무제〉, 〈대화〉, 〈냉장고 이야기〉, 〈고도리우나 화실의 비밀〉, 〈귀신야화〉, 〈불쌍한 사람들〉, 〈무성영화시대의 타잔〉, 〈일본여행기 9일간의 세상〉, 〈홍콩환타지〉, 〈할머니의 방〉 |
| 《설희》                | 《팝툰》 17호(2007년 11월 1일) ~ 2010년 폐간 다음 만화속세상 1화 ~ 66화 와이비미디어 67화 ~ | 2008년 씨네21북스 1 ~ 15권                                                                                | 출판 중 |
| 《키다리 아저씨》       | 없음                                                                                        | 2003년 삼성출판사 단권                                                                                    | 고전 각색물, 올컬러 |

초판 발행일을 기준으로 작품을 나열한다. 단, 초판 발행일을 알 수 없는 것은 재판 발행일을 따른다.

## 단편
| 작품명                         | 연재                                    | 단행본                                               | 특징                                              |
| ------------------------------ | --------------------------------------- | ---------------------------------------------------- | ------------------------------------------------- |
| 〈레이블 호수〉                |                                         | 서화 《라비헴 폴리스》 4권 단편집 《천사의 병》      |                                                   |
| 〈레드땅〉                     |                                         | 단편집 《레드땅》                                    |                                                   |
| 〈끝나지 않는 열차〉           |                                         | 단편집 《레드땅》                                    |                                                   |
| 〈파스텔 색조〉                |                                         | 단편집 《레드땅》                                    |                                                   |
| 〈지로의 할로윈 데이〉         |                                         | 시공사 《거울나라의 수수께끼》 2권                   |                                                   |
| 〈커피 타임〉                  | 《여학생》                              | 시공사 《거울나라의 수수께끼》 2권                   | 《이 카드입니까》 레이아 그린, 그레인 허드슨 출연 |
| 〈커피로 주세요〉              |                                         | 시공사 《펜탈+샌달》 3권                             |                                                   |
| 〈이상한 집〉                  |                                         | 대화《거울나라의 수수께끼》 시공사 《펜탈+샌달》 3권 |                                                   |
| 〈주신제〉                     | 1995년                                  | 단편집 《울어도 좋습니까?》                          |                                                   |
| 〈따스함의 온도는 몇도?〉      | 1995년                                  | 단편집 《울어도 좋습니까?》                          |                                                   |
| 〈앨리스의 티타임〉            | 1995년                                  | 단편집 《울어도 좋습니까?》                          |                                                   |
| 〈울어도 좋습니까?〉           | 1995년                                  | 단편집 《울어도 좋습니까?》                          |                                                   |
| 〈어느 날...〉                 |                                         | 시공사 《스타가 되고 싶어?》                         | 《스타가 되고 싶어?》 외전, 서희 주인공           |
| 〈나는 지구에서 살고 있다〉    |                                         | 시공사 《스타가 되고 싶어?》                         |                                                   |
| 〈타임머신〉                   |                                         | 시공사 《스타가 되고 싶어?》                         |                                                   |
| 〈무엇이 필요하십니까?〉       | 《계간 만화》 2004년 봄호               |                                                      |                                                   |
| 〈기억의 증거〉                | 《허브》 2004년 10월 003호 ~ 12월 005호 |                                                      | 〈무엇이 필요하십니까?〉 연작, 3부작              |
| 〈일요일〉                     | 1986년 《르네상스》                     | 단편집 《이미지 퍼즐》                               | 8쪽.                                              |
| 〈달밤의 여행〉                | 1993년 《윙크》                         | 단편집 《이미지 퍼즐》                               | 8쪽.                                              |
| 〈Lady's Knight〉              | 1991년 《르네상스》                     | 단편집 《이미지 퍼즐》                               | 8쪽.                                              |
| 〈Prologue 어느날 갑자기〉     | 198?년 동인지 《fantasia》              | 단편집 《이미지 퍼즐》                               | 3쪽.                                              |
| 〈인어이야기〉                 | 1986년 6월 동인지 《fantasia》          | 단편집 《이미지 퍼즐》                               | 8쪽.                                              |
| 〈문〉                         | 1986년 10월 동인지 《fantasia》         | 단편집 《이미지 퍼즐》                               | 4쪽.                                              |
| 〈달밤의 파티〉                | 1985년 10월 동인지 《fantasia》         | 《이 카드입니까》 단편집 《이미지 퍼즐》             | 7쪽.                                              |
| 〈환상〉                       | 1986년 9월 동인지 《fantasia》          | 단편집 《이미지 퍼즐》                               | 1쪽.                                              |
| 〈꿈〉                         | 1987년 6월 동인지 《fantasia》          | 단편집 《이미지 퍼즐》                               | 11쪽.                                             |
| 〈눈물 젖은 편지〉             | 198?년 동인지 《fantasia》              | 단편집 《이미지 퍼즐》                               | 2쪽.                                              |
| 〈무제〉                       | 1990년 2월 동인지 《fantasia》          | 단편집 《이미지 퍼즐》                               | 5쪽.                                              |
| 〈디저트〉                     | 1990년 12월 동인지 《fantasia》         | 단편집 《이미지 퍼즐》                               | 1쪽.                                              |
| 〈로맨틱나이트〉               | 1991년 2월 동인지 《fantasia》          | 단편집 《이미지 퍼즐》                               | 6쪽.                                              |
| 〈무서운 밤〉                  | 1991년 6월 동인지 《fantasia》          | 단편집 《이미지 퍼즐》                               | 8쪽.                                              |
| 〈무덤〉                       | 1987년 8월 동인지 《fantasia》          | 단편집 《이미지 퍼즐》                               | 8쪽.                                              |
| 〈화장실〉                     | 1987년 8월 동인지 《fantasia》          | 단편집 《이미지 퍼즐》                               | 1쪽.                                              |
| 〈무제〉                       | 1987년 6월 동인지 《fantasia》          | 단편집 《이미지 퍼즐》                               | 1쪽.                                              |
| 〈이상의 왕자님〉              | 1989년 2월 동인지 《fantasia》          | 단편집 《이미지 퍼즐》                               | 10쪽.                                             |
| 〈달의 찻집〉                  | 1986년 6월 《》                         | 《이 카드입니까》 단편집 《이미지 퍼즐》             | 9쪽.                                              |
| 〈선물〉                       | 1993년 1월 《》                         | 단편집 《이미지 퍼즐》                               | 9쪽.                                              |
| 〈이상하지 않은 나라〉         | 1991년 《댕기》                         | 《스타가 되고 싶어?》 단편집 《이미지 퍼즐》         | 24쪽.                                             |
| 〈그 어느 겨울의 운동장은...〉 | 1999년 《윙크》                         | 단편집 《이미지 퍼즐》                               | 11쪽.                                             |
| 〈너의 눈을...〉               | 1999년 여만협 《세나클》                | 단편집 《이미지 퍼즐》                               | 17쪽.                                             |
| 〈Dreaming〉                   | 2001년 《시카프 10인 작품집》           | 단편집 《이미지 퍼즐》                               | 28쪽.                                             |
| 〈라일락 향기의 오후〉         | 1999년 《나인》                         | 단편집 《이미지 퍼즐》                               | 8쪽.                                              |
| 〈무제〉                       | 1991년 합동 동인지 《크레파스》         | 단편집 《이미지 퍼즐》                               | 2쪽.                                              |
| 〈대화〉                       | 1987년 2월 동인지 《fantasia》          | 단편집 《이미지 퍼즐》                               | 1쪽.                                              |
| 〈냉장고 이야기〉              | 1991년 7월 《현재진행형 ing》           | 《현재진행형 ing》 단편집 《이미지 퍼즐》            | 5쪽.                                              |
| 〈고도리우나 화실의 비밀〉     | 1988년 6월 동인지 《fantasia》          | 단편집 《이미지 퍼즐》                               | 5쪽.                                              |
| 〈귀신야화〉                   | 1985년 4월 동인지 《fantasia》          | 단편집 《이미지 퍼즐》                               | 1쪽.                                              |
| 〈불쌍한 사람들〉              | 1989년 8월 《모던타임스》               | 단편집 《이미지 퍼즐》                               | 5쪽.                                              |
| 〈무성영화시대의 타잔〉        | 1989년 《르네상스》                     | 단편집 《이미지 퍼즐》                               | 1쪽.                                              |
| 〈일본여행기 9일간의 세상〉    | 1989년 8월 《르네상스》                 | 단편집 《이미지 퍼즐》                               | 10쪽.                                             |
| 〈홍콩환타지〉                 | 1999년 《오즈》                         | 단편집 《이미지 퍼즐》                               | 8쪽.                                              |
| 〈할머니의 방〉                | 2001년 《케이크》                       | 단편집 《레드땅》 단편집 《이미지 퍼즐》             | 15쪽.                                             |

초판 발행일을 기준으로 작품을 나열한다. 단, 초판 발행일을 알 수 없는 것은 재판 발행일을 따른다.

## 수상
- 2004년 독자만화대상 온라인만화부문 1위 《버츄얼 그림동화》

## 참고 문헌
- https://web.archive.org/web/20080705125116/http://www.imagepuzzle.net/library/library.htm
- https://web.archive.org/web/20050214144025/http://www.imagepuzzle.net/board/ezboard.cgi?db=image_kangme
- 윙크 1995. 5. 15. 작가 릴레이 에세이/나의 데뷔 -
- 강경옥, 《이미지 퍼즐》, p. 293, 작품 연보